# BX Bootis
BX Bootis är en roterande variabel av Alfa2 Canum Venaticorum-typ  i stjärnbilden Björnvaktaren. 
Stjärnan varierar i visuell magnitud mellan +6,33 och 6,41 med en period av 2,8881 dygn.